# هوتلينغن
هوتلينغن (بالألمانية: Hüttlingen) هي بلدية سويسرية تتبع لمقاطعة فراونفيلد في كانتون تورغاو. تبلغ مساحتها 11.6 كيلومتر مربع، ويقدر عدد سكانها بـ 830 نسمة (حسب تعداد ديسمبر 2015).

## توأمة
لهوتلينغن اتفاقيات توأمة مع:
- كوتينيولا